# 王虔裕
王虔裕（9世纪？—890年），唐朝末年朱温麾下将领，琅琊临沂人，定居楚丘（今山东省曹县东南）。
王虔裕年轻时有勇多力，善骑射，以弋猎为生。乾符年间，諸葛爽在青州、棣州，劫掠州县，王虔裕前去依附。其后诸葛爽归唐，为汝州防御使，率兵北击沙陀，还入长安攻打黄巢。诸葛爽兵败降黄巢，黄巢以诸葛爽为河阳节度使。中和三年（882年），孙儒攻陷河阳，王虔裕随诸葛爽投奔宣武军朱温。朱温以王虔裕管理骑兵，为前锋。在陳州攻打黄巢、秦宗权，王虔裕连拔数寨，擒获敌军以万计。黄巢余部逃遁，王虔裕追至万胜戍，敌众饥乏，短兵相接，将其击溃。朱温表奏王虔裕授义州刺史。秦宗权日纵侵掠，陈州、郑州、许州、亳州郊外频年大战，大小百余战，王虔裕常有功。秦宗贤攻打汴州南境，朱温令王虔裕在尉氏交战，战败而还，失一裨将。朱温大怒，将他削职，拘于军中。次年，邢州孟迁请降。不久，李克用伐邢州，孟迁遣使来求救，朱温派王虔裕选勇士百余人先去，乘夜突入邢州。第二天，在城上立汴州旗帜，晋军以为救兵至，撤退。数月后，晋军再来围邢州，朱温此时攻打兖州、郓州，未及救援。孟迁于是将王虔裕送至太原。王虔裕被李克用杀害。